# 中国电影文学学会
中国电影文学学会是中国电影文学工作者组成的群众性学术团体。1983年1月16日在上海成立。首任会长为林杉，副会长为艾明之、张天民、张笑天、李准、黄宗江、梁信、鲁彦周，秘书长为苏叔阳。